# Brygada Kawalerii „Brody”
Brygada Kawalerii Brody – wielka jednostka kawalerii  Wojska Polskiego II RP.
Powstała w wyniku reorganizacji jednostek kawalerii w latach 30. XX w. na bazie oddziałów z 2 Samodzielnej Brygady Kawalerii, 6 Samodzielnej Brygady Kawalerii i XVI Brygady Kawalerii. Sztab brygady stacjonował w Brodach.

## Dowódcy
- gen. bryg. Władysław Anders

## Skład
- 12 pułk ułanów
- 22 pułk ułanów
- 6 pułk strzelców konnych
- 2 dywizjon artylerii konnej
- 4 szwadron pionierów „Lwów”